# Bergebene
Die Bergebene bei Dahenfeld im baden-württembergischen Landkreis Heilbronn ist mit 338,8 m ü. NHN die höchste Erhebung der Sulmer Bergebene.

## Geographie

### Lage
Die Bergebene liegt im Zentrum der Sulmer Bergebene etwa 1,5 km südöstlich von Dahenfeld, einem Stadtteil von Neckarsulm, 750 m nordnordöstlich von Buchhorn, einem Weiler von Eberstadt, und 3,3 km (je Luftlinie) südwestlich von Cleversulzbach, einem Stadtteil von Neuenstadt am Kocher. Während die Erhebung größtenteils zum Neuenstädter Stadtgebiet gehört, darunter auch der Gipfel, zählen ihre West- und Nordwestflanken zum Gebiet von Neckarsulm und ihre Südflanke zu jenem von Eberstadt.
Die Landschaft der Bergebene fällt in Richtung Nordosten in das Renntal des Brettach-Zuflusses Limbach und nach Süden in das Tal des Eberbach-Zuflusses Schmalbach ab. Während die Gipfelregion und Hochlagen der Erhebung bewaldet sind, wird auf seinem Südhang Weinbau und im Norden Landwirtschaft betrieben. Auf der Bergebene befindet sich ein Teil des 54,27 km² großen Fauna-Flora-Habitat-Gebiets Löwensteiner und Heilbronner Berge (FFH-Nr. 7021-341).

### Naturräumliche Zuordnung
Die Bergebene gehört in der naturräumlichen Haupteinheitengruppe Schwäbisches Keuper-Lias-Land (Nummer 10), in der Haupteinheit Schwäbisch-Fränkische Waldberge (108) und in der Untereinheit Löwensteiner Berge (108.1) zum Naturraum Sulmer Bergebene (108.11).

## Verkehrsanbindung
Minimal etwa 1,2 km ostsüdöstlich vorbei an der Bergebene führt die Kreisstraße 2007, die in Neuenstadt am Kocher an der Landesstraße 1088 beginnt und von dort südwärts durch Cleversulzbach, die Bundesautobahn 81 unterquerend, zur L 1036 zwischen Eberstadt und Hölzern führt. Von Nebenstraßen, die im nordwestlich der Erhebung gelegenen Dahenfeld, das auf der L 1095 (Neuenstadt–Dahenfeld–Amorbach) erreichbar ist, und im südlich befindlichen Buchhorn, das auf der K 2006 (Eberstadt–Buchhorn) angesteuert werden kann, enden, kann man auf zahlreichen Wegen, besonders durch Wald gehend, zur Bergebene gelangen.